# B28氫彈

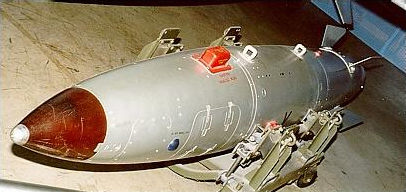
B28RE

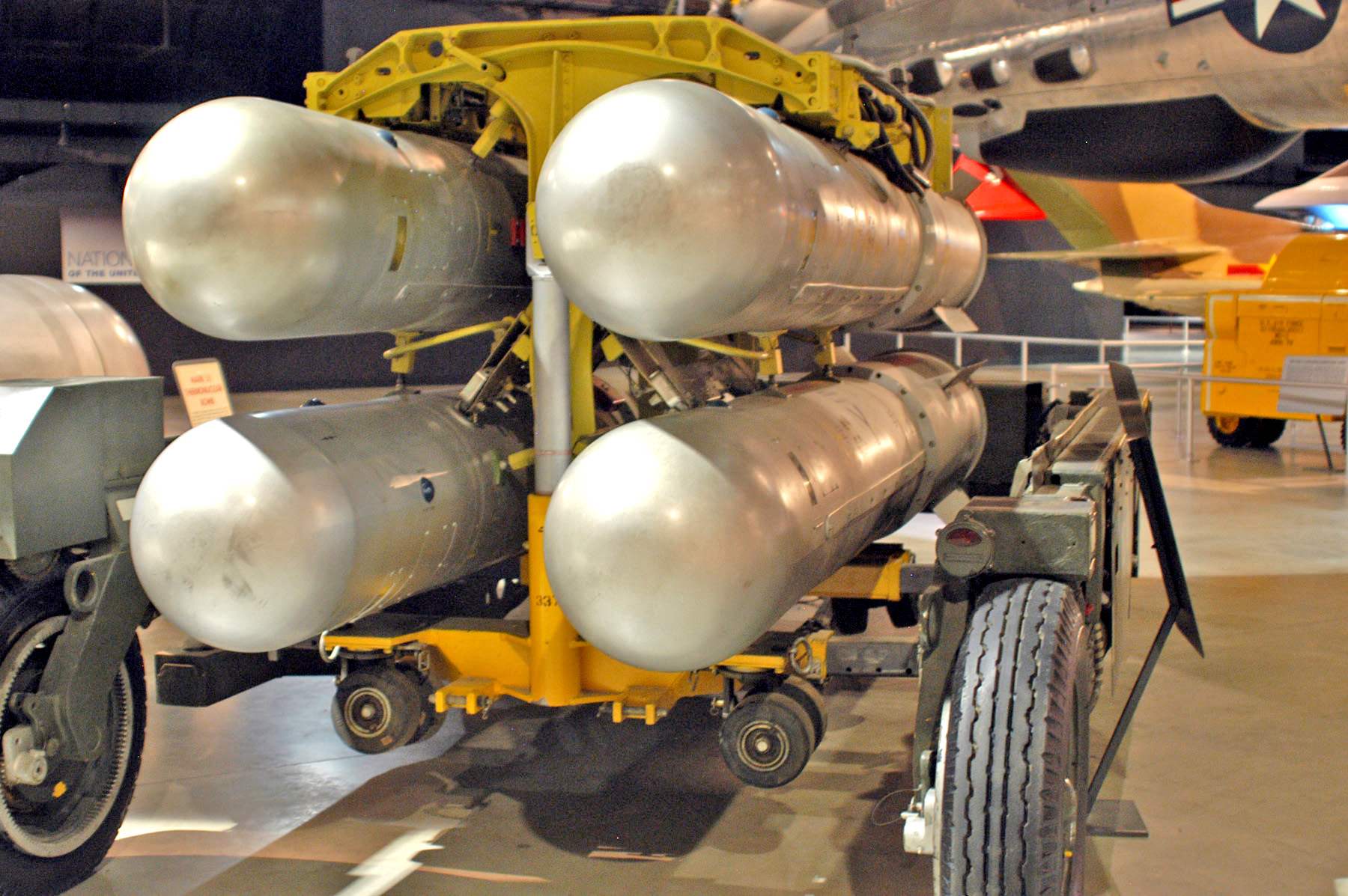
四連裝B28氫彈

B28氫彈是美國戰鬥轟炸機和轟炸機所攜帶的一種核子彈，英國皇家空軍维克斯勇士轟炸機和堪培拉轟炸機（English Electric Canberra）也曾使用。

## 資料
- Complete List of All U.S. Nuclear Weapons, The Nuclear Weapon Archive